# Guayabera
Guayabera (mexikansk bryllupsskjorte), en løsthængende herreskjorte, som er populær i Latinamerika, Caribien, Filippinerne og Zimbabwe.